# Linda Elriani
Pour les articles homonymes, voir Elriani et Charman.
Linda Elriani, née Linda Charman le 21 novembre 1971 à Eastbourne , est une joueuse professionnelle de squash représentant l'Angleterre. Elle atteint, en janvier 2000, la troisième place mondiale sur le circuit international, son meilleur classement.
Elle gagne les championnats britanniques en 2005. Elle joue sur le circuit professionnel de 1990 à 2006, gagnant quinze titres, et atteignant la place de 3e mondiale en janvier 2000. Elle est la capitaine de l'équipe d'Angleterre qui gagne les championnats du monde par équipes en 2000.
Elle est mariée au joueur de squash français Laurent Elriani.
Elle travaille désormais à the Heights Casino, un prestigieux club de squash et de tennis à Brooklyn, New York.

## Palmarès
- Championnats du monde par équipes :
  - Vainqueur : 2000
  - Finales : 4 finales (1996, 1998, 2002, 2004)

- Championnats d'Europe par équipes
  - Vainqueur : 9 titres (1997, 1998, 2000−2006)

- Championnats britanniques : 
  - Vainqueur : 2005
  - Finales : 3 finales (2002, 2004, 2006)

- Carol Weymuller Open : 
  - Finales : 3 finales (1999, 1999, 2004)

- Open de Greenwich :
  - Vainqueur : 2 titres (2003, 2005)
  - Finales : 2001
- Open des Pays-Bas : 
  - Finaliste : 2005
- Monte-Carlo Squash Classic : 
  - Vainqueur : 2003
- Apawamis Open : 
  - Vainqueur : 2 titres (2000, 2004)
  - Finales : 1999